# David Kinsombi
David Kinsombi (Rüdesheim am Rhein, 12 december 1995) is een Duits voetballer die bij voorkeur als middenvelder speelt. Hij tekende in juli 2023 een contract bij SC Paderborn, dat hem transfervrij overnam van SV Sandhausen.

## Clubcarrière
Kinsombi, die zowel over de Duitse als de Congolese nationaliteit beschikt, begon met voetballen bij Germania Wiesbaden en later bij SV Wehen Wiesbaden. In 2011 kwam hij in de jeugdopleiding van 1. FSV Mainz 05 terecht. In het seizoen 2013/14 was hij aanvoerder van de A-Jeugd en kwam hij tot vier wedstrijden in het reserve-elftal, uitkomend in de Regionalliga Südwest. In juli 2014 maakte hij de overstap naar Eintracht Frankfurt, waar hij een tweejarig contract tekende. Zijn debuut in de Bundesliga volgde op 1 november 2014 tegen Hannover 96.
Op 27 januari 2016 verkast Kinsombi naar Karlsruher SC, uitkomend in de 2. Bundesliga. Hij tekende een contract tot medio 2018 en werd direct voor de rest van het seizoen verhuurd aan derdedivisionist 1. FC Magdeburg. Na zijn terugkeer bij Karlsruher scoorde hij op 29 april 2017 zijn eerste doelpunt in het betaalde voetbal in de met 1-3 verloren wedstrijd tegen 1. FC Kaiserslautern. Na de degradatie van Karlsruher tekende Kinsombi in de zomer van 2017 bij promovendus Holstein Kiel.
Kinsombi tekende in april 2019 een op 1 juli 2019 ingaand contract tot medio 2023 bij Hamburger SV, dat circa €3.000.000,- voor hem betaalde aan Holstein Kiel.
Op 13 juni 2022 tekende Kinsombi bij SV Sandhausen, waar hij herenigd werd met zijn broer Christian. David Kinsombi speelde in drie jaar tijd 84 duels voor Hamburger SV. De gebroeders Kinsombi sloten het seizoen af als hekkensluiter, wat degradatie naar de 3. Liga betekende. 
Waar Christian medio 2023 de overstap maakte naar derdeklasser Hansa Rostock, bleef David Kinsombi actief op het tweede niveau door te verkassen naar SC Paderborn. Op 16 januari 2025 werd hij uitgeleend aan Preußen Münster.

## Interlandcarrière
Kinsombi speelde van november 2012 tot mei 2013 driemaal in het Duits voetbalelftal onder 18.